# AssaultCube
AssaultCube — трёхмерный шутер от первого лица, основанный на движке Cube. В основном предназначен для игры по сети, но присутствует возможность играть с ботами. Ранние выпуски игры выходили под названием ActionCube.
AssaultCube доступен для бесплатной загрузки, поддерживаются Linux, MS Windows и Mac OS. Весь код, включая движок Cube, открыт, однако некоторые игровые ресурсы проприетарны.

## История
Проект ActionCube был основан в июле 2004 года несколькими членами сообщества Cube. Первый официальный релиз вышел в ноябре 2006 года. Их цель заключалась в создании полностью новой игры, сохранив простоту и стиль движения от Cube в новом, более реалистичном, окружении.
Игра была переименована в AssaultCube 6 мая 2007 года по просьбе разработчиков ActionQuake.
Несмотря на бесхитростную графику, AssaultCube имеет сотни постоянных игроков. Более 100 пользовательских серверов доступно в любое время.
Организовано большое количество кланов, некоторые из которых участвуют в турнирах. Своей возрастающей популярностью AssaultCube во многом обязана простому и разнообразному геймплею, непритязательности к операционной системе или техническим характеристикам компьютера.
Важной вехой в истории развития AssaultCube стала версия 1.1.0.1, вышедшая 9 августа 2010 года. В неё были внесены многочисленные изменения и исправления ошибок, в том числе:
- В официальный сборник добавлены новые карты
- Добавлено одно новое оружие и новый вид брони, изменён баланс оружия
- Количество гранат на карте уменьшено до одной, но максимально можно нести три гранаты
- Новая система рейтинга игроков: теперь учитывается не просто показатель фраг/смерть, но и командная активность участника (прикрытие своего, отбил флаг, утащил флаг и т. д.)
- Добавлен эффект разрыва трупов на куски от выстрелов дробовика
- Превью для карт и демо
- Улучшена читаемость шрифтов
- Багфиксы.

1 апреля 2022 года была выпущена версия 1.3.0.2.

## Описание игры

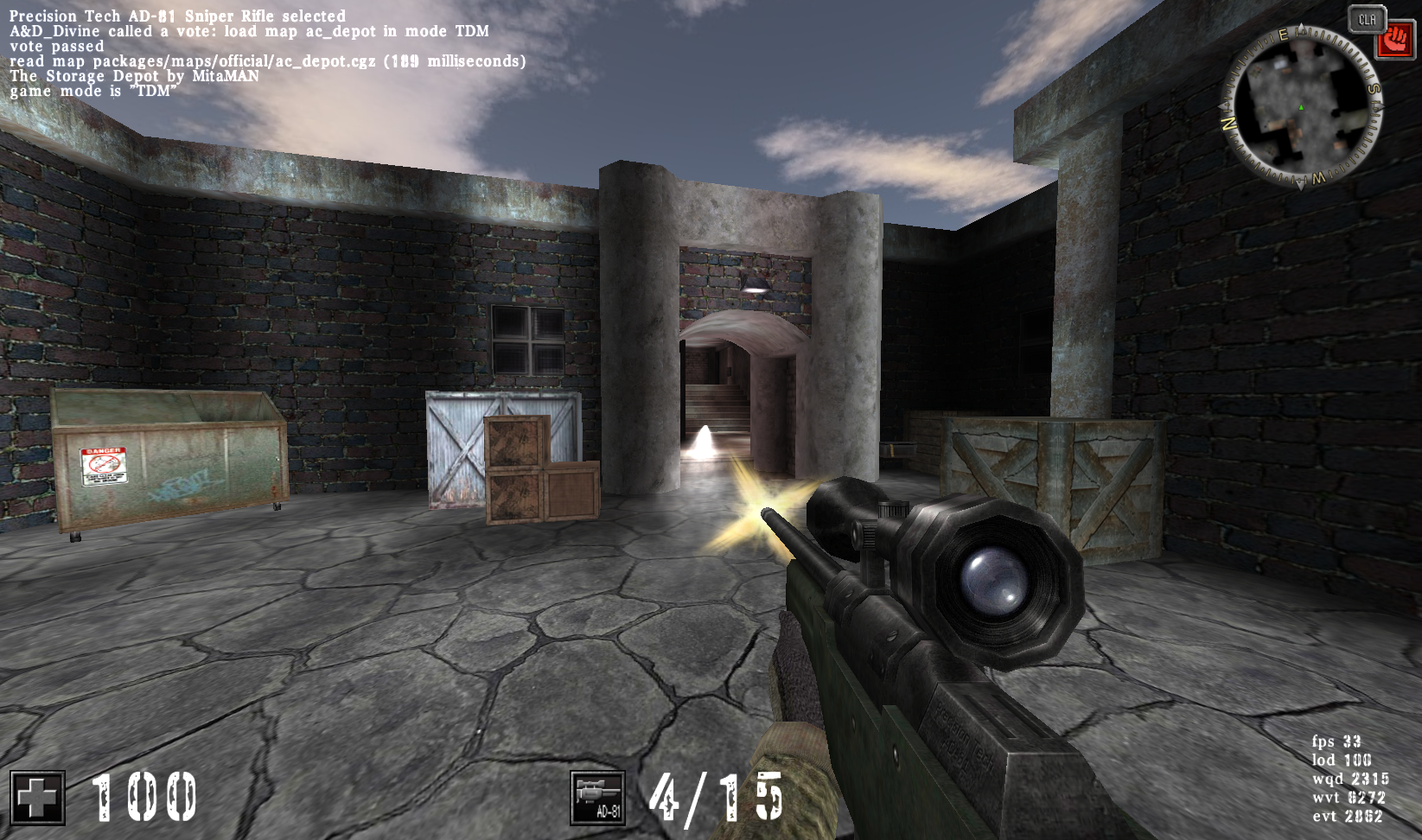
Скриншот из игры AssaultCube

AssaultCube задумывался как более реалистичная командная игра чем Cube, но сохранившая его характерный быстрый темп. Если сравнивать с другими играми жанра, то AssaultCube медленнее Quake, но быстрее Counter-Strike.
Шутер сохранил баг Cube, позволяющий двигаться стрейфом быстрее чем обычным способом. Этот баг специально не исправлен разработчиками, так как был признан оригинальной фичей.
Ещё одной особенностью является возможность использовать отдачу оружия для перемещения в пространстве.
Выбор оружия в AssaultCube зависит исключительно от воли игрока, четыре основных вида которого (автомат, пистолет-пулемёт, снайперская винтовка и дробовик) сбалансированы по силе. Также в игре присутствуют гранаты, нож и пистолеты (один или два сразу).
Поддерживается несколько наборов правил для сетевой игры, в командных все игроки делятся на две команды — CLA (Армия освобождения Cube’ров, англ. Cubers Liberation Army) и RVSF (Особые подразделения Rabid Viper, англ. Rabid Viper Special Forces). Типы сетевой игры:
1. Режим команды игроков:
  - Матч по фрагам (TDM)
  - Один выстрел — один труп (снайперская винтовка) (TOSOK)
  - Игра на выживание (TSURV)
  - Борьба за флаг (переноска флага противника на свою базу) (CTF)
  - Удержание флага (как можно дольше непрерывно владеть флагом) (TKTF)
  - Охота за флагом (HTF)
  - GEMA (целью является не уничтожение противника, а добраться до другого конца карты, используя отдачу автомата)
2. Режим игроков-одиночек (все против всех):
  - Матч по фрагам (DM)
  - Один выстрел — один труп (снайперская винтовка) (OSOK)
  - Стойка насмерть по-швейцарски (нож и гранаты) (LSS)
  - Игра на выживание (SURV)
  - Пистолетное неистовство (пистолет, нож и гранаты) (PF)
  - Удержание флага (как можно дольше непрерывно владеть флагом)
  - GEMA

Также предусмотрена однопользовательская игра с ботами и внутренний редактор карт, в том числе поддерживается многопользовательское редактирование по сети. Ввиду лёгкости создания карт, их существует большое количество. Некоторые карты из других игр жанра дублированы для AssaultCube пользователями. В официальную поставку периодически добавляются пользовательские карты, если они удовлетворяют требованиям высокого качества карт в AssaultCube и стали популярными в сетевой игре. Силами игроков создана и поддерживается система рейтинга.
Благодаря малой ресурсоёмкости серверного программного обеспечения среди игроков популярно создание серверов на базе Raspberry Pi и домашних компьютеров.